# Барлам (Варезе)
Барлам је насеље у Италији у округу Варезе, региону Ломбардија.
Према процени из 2011. у насељу је живело 59 становника. Насеље се налази на надморској висини од 278 м.